# Metody Lapunowa
Metody Lapunowa – służą do określania stabilności punktu równowagi układu nieliniowego.

## Wstęp
Aleksandr Lapunow przedstawił dwie metody analizy stabilności. Pierwsza z tych metod nazywana jest metodą pośrednią i pozwala na badanie stabilności lokalnej, druga – nazywana jest metodą bezpośrednią i służy do badania stabilności w ograniczonym lub nieograniczonym obszarze przestrzeni stanów układów nieliniowych. W późniejszym czasie stworzono także inne odmiany i udoskonalenia metod Lapunowa.
Druga metoda Lapunowa stanowi najbardziej ogólną metodę określania stabilności systemów nieliniowych i/lub niestacjonarnych. Metoda ta ma zastosowanie do układów dowolnego rzędu (ciągłych i dyskretnych, liniowych i nieliniowych). Bardzo dogodne jest to, że korzystając z drugiej metody Lapunowa można określić stabilność układu bez rozwiązywania równań stanu. Mimo że metoda ta wymaga sporo doświadczenia i pomysłowości, może dać odpowiedź odnośnie do stabilności układów nieliniowych, wówczas gdy inne metody zawiodą.
Druga metoda Lapunowa ma jednak istotną wadę: problem wyznaczania dla danego układu funkcji Lapunowa. Nie istnieje żadne ogólne efektywne podejście do wyznaczania tych funkcji. Do poszukiwania stosownych funkcji Lapunowa często używa się metody prób i błędów, doświadczenia, intuicji. Pomocne mogą tu być niektóre proste techniki matematyczne takie jak metoda Krasowskiego lub metoda zmiennych gradientów.

## Metody stacjonarne (układ niezależny od czasu)

### Pierwsza metoda
Dany jest punkt równowagi {\displaystyle x_{e}} układu:
{\displaystyle {\frac {dx}{dt}}=f(x).}
Konstruuje się przybliżenie liniowe w otoczeniu punktu {\displaystyle x_{e}} rozwijając funkcję {\displaystyle f(x)} w szereg Taylora:
{\displaystyle {\frac {dx}{dt}}=f(x_{e})+{\frac {\partial f}{\partial x}}(x_{e})(x-x_{e})+O((x-x_{e})^{2}),}
gdzie:
pochodna cząstkowa {\displaystyle {\frac {\partial f}{\partial x}}(x_{e})} jest oznaczona jako {\displaystyle A,}
{\displaystyle O} to błąd przybliżenia liniowego.
Uzyskuje się w ten sposób przybliżenie liniowe:
{\displaystyle {\frac {d\xi }{dt}}=A\xi }
na podstawie którego można wnioskować o zachowaniu układu {\displaystyle f(x).} Jeśli punkt równowagi {\displaystyle \xi _{e}} jest asymptotycznie stabilny to {\displaystyle x_{e}} jest asymptotycznie stabilny. Jeśli {\displaystyle \xi _{e}} jest niestabilny to {\displaystyle x_{e}} jest niestabilny. Zwykła stabilność {\displaystyle \xi _{e}} nie pociąga za sobą stabilności {\displaystyle x_{e}.}

### Druga metoda
Metoda ta wymaga skonstruowania funkcji {\displaystyle V(x)} takiej, że:
1. {\displaystyle V(x_{e})=0,}
2. {\displaystyle V(x)>0} dla każdego {\displaystyle x\neq x_{e},}
3. {\displaystyle {\dot {V}}(x)\leqslant 0.}

Funkcja taka nazywana będzie funkcją Lapunowa.
Jeśli układ posiada funkcję Lapunowa, to jest stabilny. Jeżeli w trzecim warunku jest nierówność ostra (dla {\displaystyle x\neq x_{e}}), to układ jest asymptotycznie stabilny. Warunek 3. zwykle sprawdza się w postaci {\displaystyle \langle \mathrm {grad} \,V(x),f(x)\rangle \leqslant 0} odwołującej się bezpośrednio do prawej strony równania różniczkowego.

## Metody niestacjonarne (układ zależy od czasu)

### Pierwsza metoda
Dany jest punkt równowagi {\displaystyle x_{e}} układu:
{\displaystyle {\frac {dx}{dt}}=f(x,t).}
Konstruuje się przybliżenie liniowe w otoczeniu punktu {\displaystyle x_{e}}
{\displaystyle {\frac {dx}{dt}}=f(x_{e},t)+{\frac {\partial f}{\partial x}}(x_{e},t)(x-x_{e})+hot(x,t),}
gdzie pochodna cząstkowa {\displaystyle {\frac {\partial f}{\partial x}}(x_{e},t)} jest oznaczona jako {\displaystyle A(t).}
Uzyskuje się w ten sposób przybliżenie liniowe:
{\displaystyle {\frac {dZ}{dt}}=A(t)Z(t).}
Tak samo jak w przypadku stacjonarnym na podstawie punktu równowagi przybliżenia liniowego wnioskuje się o punkcie równowagi badanego układu.

### Druga metoda
Metoda ta wymaga skonstruowania funkcji {\displaystyle V(x,t)} takiej, że:
posiada ona ciągłe pochodne cząstkowe po {\displaystyle x} i {\displaystyle t,}
{\displaystyle V(x_{e},t)=0} dla każdego {\displaystyle t,}
{\displaystyle V(x,t)>0} dla każdego {\displaystyle x\neq x_{e},}
{\displaystyle {\dot {V}}(x,t)\leqslant 0.}
Funkcja taka nazywana będzie funkcją Lapunowa.
Jeśli układ posiada funkcję Lapunowa, to jest stabilny. Jeżeli w trzecim warunku jest nierówność ostra (dla {\displaystyle x\neq x_{e}}), to układ jest asymptotycznie stabilny. Dodatkowo, jeśli możemy ograniczyć z dołu i góry funkcję Lapunowa za pomocą dwóch pomocniczych funkcji {\displaystyle \phi _{1},\phi _{2}} to {\displaystyle x_{e}} jest wykładniczo stabilnym punktem równowagi.